# 趙善
趙 善（ちょう ぜん、生没年不詳）は、中国の北魏から西魏にかけての軍人。字は僧慶。本貫は天水郡顕親県。趙貴の従祖兄にあたる。

## 経歴
北魏の安楽郡太守の趙更の子として生まれた。528年、爾朱天光が肆州刺史となると、趙善は召されてその下で主簿となり、重用された。爾朱天光が邢杲や万俟醜奴を討つと、趙善は長史をつとめた。爾朱天光の軍中の謀議には、つねに参与した。爾朱天光が関右行台となると、趙善は行台左丞となり、都督・征虜将軍の位を加えられた。531年、関隴平定の功績により、驃騎将軍・大行台・散騎常侍の位を受け、山北県伯に封ぜられた。持節・都督東雍州諸軍事・雍州刺史に任ぜられた。爾朱天光が高歓と韓陵で戦うにあたって、趙善はまた長史として従った。爾朱天光が敗死すると、趙善は爾朱天光の遺体を収容して葬る許可を求め、高歓はこれを許した。
賀抜岳が関中の兵を総べると、趙善は迎えられて、長史となった。534年、賀抜岳が侯莫陳悦に殺害されると、趙善は諸将とともに宇文泰を後継者として推挙し、侯莫陳悦の討伐に従った。孝武帝が関中に入ると、趙善は都官尚書に任ぜられ、襄城県伯に改封された。まもなく北道行台となり、儀同の李虎らとともに曹泥を討って撃破した。車騎大将軍・儀同三司・尚書右僕射に転じ、爵位は公に進んだ。
537年、左僕射に転じ、侍中を兼ねた。監著作をつとめ、太子詹事を兼ねた。543年、邙山の戦いで西魏軍が敗れると、趙善は東魏軍に捕らえられた。東魏において死去した。572年、北周が北斉と修好すると、北斉から趙善の柩を返還された。大将軍・大都督・岐宜寧豳四州諸軍事・岐州刺史の位を追贈された。諡は敬といった。

## 子女
- 趙度（字は幼済、車騎大将軍・儀同三司）
- 趙絢（字は会績、驃騎大将軍・開府儀同三司・淅資二州刺史）

## 伝記資料
- 『周書』巻34 列伝第26
- 『北史』巻59 列伝第47